# The Winter's Tale
The Winter's Tale là EP đặc biệt dành tặng người hâm mộ nhân dịp Giáng sinh của nhóm nhạc nam Hàn Quốc BTOB. Nhóm đã phát hành đĩa đơn "You Can Cry" vào ngày 3 tháng 12 năm 2014 và đĩa đơn cho bài hát chủ đề "You Can't Cry" ngay sau đó. Bài hát chủ đề được viết bởi 2 thành viên trong nhóm là Jung Il-hoon và Im Hyunsik.
Bài hát "Drink!" bị cấm phát sóng trên MBC vì trong lời bài hát có đề cập đến việc uống rượu quá mức.

## Danh sách bài hát
※ In đậm là bài hát chủ đề của album
| STT              | Nhan đề                                   | Phổ lời                                                | Phổ nhạc                | Arrangement                            | Thời lượng |
| ---------------- | ----------------------------------------- | ------------------------------------------------------ | ----------------------- | -------------------------------------- | ---------- |
| 1.               | "You Can Cry" (울어도 돼)                 | Jerry L., Han Hee-jun, Lee Minhyuk, Jung Il-hoon       | Jerry L., Han Hee-jun   | Jerry L.                               | 3:38       |
| 2.               | "울면 안 돼" (You Can't Cry)              | Im Hyunsik, Jung Ilhoon, Lee Minhyuk, Peniel           | Im Hyunsik, Jung Ilhoon | Son Yeong-jin, Im Hyunsik, Jung Ilhoon | 4:18       |
| 3.               | "한 모금" (One Sip)                       | GOOD LIFE, Lee Minhyuk, Jung Ilhoon, Peniel            | GOOD LIFE               | GOOD LIFE                              | 3:51       |
| 4.               | "마쎠!" (Drink!)                          | Jung Ilhoon, Lee Minhyuk, Peniel                       | Jung Ilhoon, Im Hyunsik | Jung Ilhoon                            | 4:11       |
| 5.               | "크리스마스라서" (Because It's Christmas) | Son Yeong-jin, FERDY, Jung Ilhoon, Lee Minhyuk, Peniel | Son Yeong-jin, FERDY    | Seo Jaewoo                             | 3:47       |
| Tổng thời lượng: | Tổng thời lượng:                          | Tổng thời lượng:                                       | Tổng thời lượng:        | Tổng thời lượng:                       | 19:43      |

## Bảng xếp hạng

### Bảng xếp hạng album
| Bảng xếp hạng            | Vị trí cao nhất |
| ------------------------ | --------------- |
| Gaon Weekly album chart  | 2               |
| Gaon Monthly album chart | 3               |
| Gaon Yearly album chart  | 75              |

### Doanh số và chứng nhận
| Bảng xếp hạng       | Doanh số |
| ------------------- | -------- |
| Gaon physical sales | 29.191+  |